# Corrado Barbera
Corrado Barbera, né le 14 novembre 2002 à Coni, est un  skieur alpin italien.

## Biographie
En janvier 2023 à Saint-Anton, il est sacré champion du monde juniors en slalom et en combiné par équipe avec son partenaire Marco Abbruzzese.
En mars 2023, il dispute sa première épreuve de Coupe du monde en prenant la 18e place du slalom de Soldeu lors des finales.
En janvier 2024, il obtient son premier top-10 en coupe d'Europe avec une 9e place dans le slalom de Berchtesgaden.
En janvier 2025 il décroche son premier podium en coupe d'Europe avec la 2de place du slalom de Berchtesgaden. Il termine sa saison à la 10e place du classement de la coupe d'Europe de slalom, avec 3 tops-10.

## Palmarès

### Coupe du monde
- 11 épreuves de Coupe du Monde disputées (à fin mars 2025)

### Championnats du monde juniors
| Épreuve / Édition         | Descente | Super G | Slalom géant | Slalom | Combiné par équipes | Team event |
| Mondiaux 2023 Saint-Anton | -        | -       | 24e          | Or     | Or                  | -          |

### Coupe d'Europe
- 4 tops-10 dont 1 podium :
  - 2e du slalom de Berchtesgaden le 19 janvier 2025

#### Classements
| Saison / Épreuve | Saison / Épreuve | Général | Général | Descente | Descente | Super G | Super G | Géant  | Géant  | Slalom | Slalom | Combiné | Combiné |
| ---------------- | ---------------- | ------- | ------- | -------- | -------- | ------- | ------- | ------ | ------ | ------ | ------ | ------- | ------- |
| Saison / Épreuve | Saison / Épreuve | Class.  | Points  | Class.   | Points   | Class.  | Points  | Class. | Points | Class. | Points | Class.  | Points  |
| 2024             | 2024             | 59e     | 130     | -        | -        | -       | -       | -      | -      | 17e    | 130    | -       | -       |
| 2025             | 2025             | 37e     | 228     | -        | -        | -       | -       | -      | -      | 10e    | 228    | -       | -       |